# 2077.
◄ | 20. stoljeće | 21. stoljeće | 22. stoljeće | ►
◄ | 2040-ih | 2050-ih | 2060-ih | 2070-ih | 2080-ih | 2090-ih | 2100-ih | ►
◄◄ | ◄ | 2074. | 2075. | 2076. | 2077. | 2078. | 2079. | 2080. | ► | ►►
Astronomija

## Događaji
- 22. svibnja – Potpuna pomrčina Sunca koju će se moći vidjeti u Australiji i na Salomonskim Otocima.
- 15. studenoga – Prstenasta pomrčina Sunca koju će se moći vidjeti u SAD-u, Meksiku i Južnoj Americi (Kolumbija, Venecuela, Brazil, Gvajana, Surinam i Francuska Gijana).